# Hult, Mörbylånga kommun
Hult är en bebyggelse i Algutsrums socken i Mörbylånga kommun i Kalmar län, belägen på västra Öland cirka sex kilometer norr om Färjestaden nära Ölandsbron. Fram till 2015 klassade SCB Hult som en småort för att därefter räkna den som en del av tätorten Algutsrum.

## Befolkningsutveckling
| Befolkningsutvecklingen i Hult 1990–2010              | Befolkningsutvecklingen i Hult 1990–2010 | Befolkningsutvecklingen i Hult 1990–2010 | Befolkningsutvecklingen i Hult 1990–2010 | Befolkningsutvecklingen i Hult 1990–2010 |
| ----------------------------------------------------- | ---------------------------------------- | ---------------------------------------- | ---------------------------------------- | ---------------------------------------- |
|                                                       |                                          |                                          |                                          |                                          |
| År                                                    |                                          |                                          | Folkmängd                                | Areal (ha)                               |
| 1990                                                  | 1990                                     |                                          | 79                                       | 15#                                      |
| 1995                                                  | 1995                                     |                                          | 90                                       | 17#                                      |
| 2000                                                  | 2000                                     |                                          | 100                                      | 17#                                      |
| 2005                                                  | 2005                                     |                                          | 117                                      | 20#                                      |
| 2010                                                  | 2010                                     |                                          | 137                                      | 25#                                      |
| Anm.: Uppgick 2015 i tätorten Algutsrum # Som småort. |                                          |                                          |                                          |                                          |